# 龙娅·萨沃莱宁
龙娅·萨沃莱宁（芬蘭語：Ronja Savolainen，1997年11月29日—），生于赫尔辛基，芬兰女子冰球运动员。她曾代表芬兰国家队参加2018年和2022年冬季奥林匹克运动会冰球比赛，获得二枚铜牌。